# Vårväderstorget
A Vårväderstorget (LITERALMENTE Praça do Tempo Primaveril) é a praça central do bairro de Biskopsgården em Hisingen, na cidade de Gotemburgo na Suécia.
Foi construída em estilo italiano, com terraços e arcadas.

É um importante ponto local da rede de transportes, e de atividade cultural e comercial.

## Locais importantes na Praça Vårväderstorget
- Biblioteca de Biskopsgården [4]
- Farmácia Tumlaren[5]
- Supermercado Willys
- Dentistas municipais [6]
- Restaurante-bar Vår Krog & Bar [7]